# Fontainemore
Fontainemore (arpità Fontanamoura) és un municipi italià, situat a la regió de Vall d'Aosta. L'any 2007 tenia 444 habitants. Limita amb els municipis d'Andorno Micca (BI), Biella (BI), Issime, Lillianes, Pollone (BI) i Sagliano Micca (BI) 

## Administració

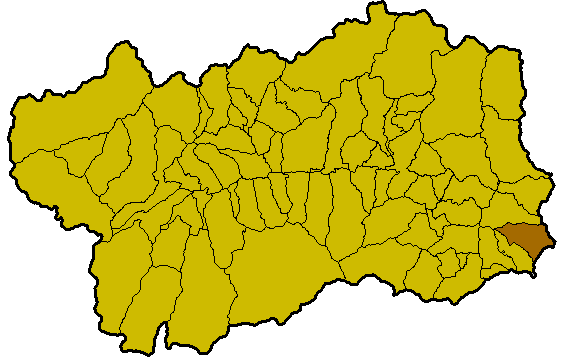
Situació de Fontainemore a la Vall

| Període | Identitat               | Partit        |
| ------- | ----------------------- | ------------- |
| 2005-   | Gianpiero Silvano Girod | Llista Cívica |